# Acanthodactylus harranensis
Acanthodactylus harranensis là một loài thằn lằn trong họ Lacertidae. Loài này được Baran, Kumlutas, Lanza, Sindaco, Avci & Crucitti mô tả khoa học đầu tiên năm 2005.